# Casa del vento
Casa del vento, aussi stylisé Casa del Vento, est un groupe italien de folk rock.

## Histoire
Le groupe est « extrêmement polémique, italo-celtique et euro-socialiste. » Casa del vento est influencé par Modena City Ramblers (MCR) formé par des musiciens émiliens le 17 mars 1991, le jour de la Saint-Patrick, pour jouer des chansons celtiques dans le style patchanka, qui a influencé le plus le folk rock italien au cours des 15 dernières années. La première démo de MCR est Combat Folk : un manifeste musical : une fusion de Combat Rock des Clash et de folk : extrait traditionnel irlandais, chansons politiques (Contessa) et chansons de partisans (Fischia il vento et Bella Ciao) réarrangées avec un son irlandais. Combat folk sera un nouveau genre musical : le folk rock avec un message politique et social fort. Plus tard, MCR voyage en Amérique du Sud, au Maroc, en Palestine et en Afrique du Sud. Le son mondial rencontre le rock, le punk, les loops et les samples : le nouveau genre est le patchanka celtique, qui est un mélange de musique traditionnelle, de punk, de reggae, de rock et de paroles politiques. Le chanteur du groupe Cisco et le producteur Kaba Cavazzuti, qui est également devenu « un nouveau membre des Modena City Ramblers après des changements dans le line-up original », sortent l'album du « groupe frère » Casa del vento, intitulé 900, en février 2001.
Ils participent à la compilation Combat Folk Vol. 2 (chaque groupe a 2 titres et une chanson supplémentaire des Modena City Ramblers) et sont décrits comme « un jeune groupe de cinq musiciens avec une voix forte et des arrangements intéressants. » En 2002, la chanson Carne da cannone du groupe est publiée en tant que 7e titre dans la compilation Tora! Tora! '02 de Mescal Records. En mars 2009, leur chanson Il fuoco e la neve est sélectionnée pour la compilation L'Altraradio's Golden Playlist publié par Repertoire Records.
Casa del vento est, pendant un temps, l'un des principaux groupes de Mescal Records (fondé en 1993). Le groupe revient en 2022 avec la sortie de l'album Alle corde au label New Model,.

## Discographie

### Albums studio
- 1999 : Senza bandiera
- 1999-2001 (?) : A las barricadas (Mescal/Sony Music Entertainment)
- 2001 : 900 (Stefano « Cisco » Bellotti) (Mescal/Sony Music Entertainment)
- 2002 : Genova chiama (Mescal Records/ Il Manifesto)
- 2002 : Pane e rose (Mescal Records/Sony BMG)
- 2003 : Non in mio nome (EP) (Mescal/Sony Music Entertainment)
- 2004 : Sessant'anni di Resistenza (Mescal - Provincia di Arezzo e Comunità Montana/Sony Music Entertainment)
- 2005 : Al di là degli alberi (Mescal/Sony Music Entertainment)
- 2006 : Il grande niente[9] (Mescal/Sony BMG)
- 2008 : Il fuoco e la neve 2 CD (compilation) Mescal/EMI)
- 2009 : Articolo Uno (Mescal/Sony BMG)
- 2010 : Seeds in the Wind (coffret 5 CD uniquement vendu sur le site web Emergency)
- 2012 : Giorni dell'Eden (Mescal/Sony BMG)
- 2022 : Alle Corde (New Model)

### Participations
- 2001 : Tournée italienne avec Roger Lucey[1]
- 2009 : SCArtati[10]